# Aristotel
Aristótel (starogrško Ἀριστοτέλης, latinizirano: Aristŏtélēs), starogrški filozof, * 384 pr. n. št., Stagira, (grška kolonija na makedonskem polotoku Halkidiki), Trakija, † 7. marec 322 pr. n. št., Halkida (Kalcis), otok Evboja.
Njegov učitelj je bil Platon, vendar pa je Aristotel bodisi sam utemelljil številne discipline bodisi bistveno vplival nanje, tako na filozofijo znanja in znanosti, logiko, biologijo, fiziko, etiko, politično teorijo in teorijo poezije. Iz njegovih idej se je razvil aristotelizem.

## Življenjepis
Aristotel je živel med letoma 384 in 324 pr. n št. Rodil se je na otoku Evboja. Izhajal je iz bogate meščanske družine. Njegov oče Nikomah je bil namreč za tiste čase zdravnik. Pri 17. Letih se je Aristotel odpravil v Atene, kjer se je vpisal v Akademijo. Izučil se je za dobrega znanstvenika, filozofa. Poleg tega je bil učenec in kritik Platona za katerega je dejal: »Platon mi je drag, a še dražja mi je resnica.«, s tem pa izkazal globoko spoštovanje do njega. Platon je uporabljal samo razum, Aristotel pa tudi čute. Ni bil samo zadnji veliki grški filozof, temveč je bil tudi prvi veliki biolog v Evropi. Ukvarjal se je z izredno veliko stvarmi, nekatere vede je formuliral povsem na novo in položil njihove temelje, ki so jih kasneje razvijali drugi znanstveniki. Ima izredno velik pomen v evropski kulturi, ravno on je ustvaril strokovni jezik, ki ga posamezne znanstvene panoge uporabljajo še danes. Bil je izredno velik sistematik, ukvarjal se je z biologijo, filozofijo, matematiko, logiko, astronomijo, etiko, politiko...Aristotel je kritiziral svet idej. Ta naj bi bil preveč onostranski, nadzemeljski in abstrakten. Trdil je, da se moramo zavedati za svet tukaj(materialni svet). Zanimal naj bi nas konkreten človek, ki je družbeno bitje, katerega značilnost je umovanje, česar druga bitja nimajo. Njegov sklep je da, je človek bitje, ki ima besedo. Za stvari pravi, da so lahko aktualne (torej so, obstajajo; so dejansko, stvarno) ali pa potencialne (jih še ni, zato ne obstajajo; so le možnost).
Neskončno mu ne pomeni le neskončno veliko, temveč tudi neurejenost - skratka vse, kar se ne da dokončno definirati. To je tisto, čemur »(u)manjka meja«. ali karkoli določilnega.
Prav tako je razvil strokovni jezik, ki so ga uporabljali do renesanse. Aristotel je bil učitelj Aleksandra Velikega, s katerim je razvil dobro prijateljstvo. Ta mu je pomagal finančno z materialnimi pripomočki, zanj pa je ustnovil tudi knjižnico. Aristotel je veljal za avtoriteto. Bil je dober v fiziki, biologiji in astronimiji. Bil je tudi uradni začetnik literarne teorije, logike, retorike, zgodovine in filozofije.

## Razdelitev filozofije
Zelo znana je Aristotelova razdelitev filozofije. V njegovem času sta bili filozofija in znanost identični, tako da gre v bistvu za prvo evropsko klasifikacijo znanosti.
- teoretična filozofija (prva filozofija, matematika, fizika)
- praktična filozofija (etika, politika, ekonomija)
- poietična filozofija (iz grščine poieo, ustvarim)

Beseda »fizika«, ki jo najdemo tudi kot naslov Aristotelovega dela, označuje znanost o naravi in bi jo danes prevedli kot »naravoslovje«.
»Prva filozofija« zajema ontologijo in teologijo. (Temo prve filozofije obravnavajo Aristotelovi spisi, naknadno naslovljeni Metafizika.)
Teoretično znanje je samo sebi namen. Praktično in poietično znanje imata dodaten namen, namreč (dobro) nehanje in (lepo ali koristno) delo. Glede na vrsto predmetov se teoretično znanje deli na:
1. Prva filozofija ( "metafizika") se ukvarja (s teorijo substance, teorijo načel in teologijo) neodvisnimi in nespremenljivimi temami
2. Naravoslovje z neodvisnim in spremenljivim
3. matematika z nesamostojnim in nespremenljivim (Met. VI 1).

V tej razvrstitvi imajo zdi se posebno vlogo spisi, ki so jih zbrali šele po Aristotelovi smrti v t. i. Organonu. Najbolj pomembne med njimi je mogoče razvrstiti takole: 
| ‚Organon‘                        | teoretična znanja                          | praktična znanja              | Poetična znanja          |
| -------------------------------- | ------------------------------------------ | ----------------------------- | ------------------------ |
| Kategorije (Cat.)                | Metafizika (Met.) (COBISS)                 | Nikomahova etika (EN)(COBISS) | Retorika (Rhet.)(COBISS) |
| De interpretatione (Int.)        | Fizika (Phys.) (COBISS)                    | Eudemova etika (EE)           | Poetika (Poet.)          |
| Analytica priora (An. pr.)       | De anima (An.)                             | Politika (Pol.)(COBISS)       |                          |
| Analytica posteriora (An. post.) | Historia animalium (HA)                    |                               |                          |
| Topik (Top.)                     | De generatione et corruptione (Gen. corr.) |                               |                          |
| Sofistika (Soph. el.)            | De generatione animalium (GA)              |                               |                          |
|                                  | De partibus animalium (PA)                 |                               |                          |

### Aristotel in neskončnost
Aristotelu pripisujemo tudi uvedbo razlike med aktualno in potencialno neskončnostjo. Neskončno mu ne pomeni le neskončno veliko, temveč tudi neurejenost - skratka vse, kar se ne da dokončno definirati. To je tisto, čemur »(u)manjka meja«. ali karkoli določilnega.
To razlaga s človeškimi pokolenji. Število bodočih pokolenj je aktualno neskončno (se lahko uresniči). Toda zaenkrat bi to bila za Aristotela le potencialna neskončnost, saj pravi, da je ta neizčrpna - potencialno se sicer aktualizira - iz možnosti preide v dejansko, vendar le v skromnem obsegu - uresniči se le del tega, kar je na razpolago, kajti nikakor niso izčrpane vse potencialnosti (možnosti). Poglejmo primer tvojih sorodnikov. V tem trenutku (aktualnost) jih je končno število. Možnosti je številno: da se silno razmožite ali pa ne. Tej možnosti pravi Aristotel potencialna neskončnost. Če bi se uresničila, bi govorili o aktualni neskončnosti.
Neskončnost z dodajanjem v primeru določene kvantitete (oziroma kozmosa), Aristotel trdi, da ne more biti ne dejansko ne potencialno neskončnega univerzuma, kajti (glej zgoraj) ne more obstajati dejansko neskončno razsežno telo. Vendar kozmos ne more biti niti potencialno neskončen, kar je posledica Aristotelovega prepričanja, da je »materija (kozmosa) večna in da ni nič narejenega iz nič«, kajti svet vsebuje vso obstoječo materijo, ki obstaja v omejeni količini. Rečeno drugače, Aristotel ni nikoli pozabil, da nič ne nastane iz nič, ali še drugače, Aristotel ni dopuščal možnosti, da bi lahko neka moč kaj ustvarila iz nič. Iz tega sledi, da mora biti kozmos nujno neskončen v trajanju.

## Izbrana dela
- Organon ali Orodje, ki ga sestavljajo: Kategorije, O izjavljanju, Prva analitika, Druga analitika, Topike, O modrovalskih ovržbah,
- Retorika (Ars Rhetorica),
- Poetika (Ars Poetica),
- Nikomahova etika (Ethica Nicomachea), izdala v slovenščini Slovenska matica,
- Politika (Politica),
- Ekonomika (Oeconomica),
- Zgodovina živih bitij (Historia Animalium),
- Fizika (Physica), izdala v slovenščini Slovenska matica, prevajalec Valentin Kalan,
- O nebu (De Caelo),
- Meteorologija (Meteorologica),
- O Vesolju (De Mundo),
- Metafizika (Metaphysica),
- O duši (izvirno Peri Psyches, latinsko De Anima), izdala v slovenščini Slovenska matica